# Klein Bollensen
Klein Bollensen ist ein Ortsteil der Gemeinde Wrestedt in der Samtgemeinde Aue im Landkreis Uelzen in Niedersachsen. 
Es besteht aus elf Häusern / Höfen und zwölf Hausnummern. Teilweise werden die Höfe bewirtschaftet. Inzwischen ist dort seit 1991 aus drei Resthöfen der Martinshof entstanden.
Der Ort liegt nördlich der Wierener Berge und südlich von Uelzen in rund 11 km Entfernung zur Kreisstadt und in Sichtweite der Esterholzer Schleuse direkt am Elbe-Seitenkanal. Eine Bahnstrecke zwischen Uelzen und Bad Bodenteich führt ebenfalls dort vorbei.
Koordinaten: 52° 54′ N, 10° 37′ O